# نظام سلامة صناعية
يعد نظام إيقاف تشغيل العمليات (بالإنجليزية: process plant shutdown system)‏ إجراءً وقائيًا وظيفيًا مهمًا في أي مصنع به عمليات خطرة مثل مصانع إنتاج النفط والغاز ومصافي النفط. وينطبق هذا المفهوم أيضًا على المرافق غير العملية مثل محطات الطاقة النووية. تُستخدم هذه الأنظمة لحماية الأشخاص والأصول والبيئة عندما تخرج ظروف العملية عن نطاق التصميم الآمن الذي جرى تصميم المعدات من أجله.
وكما يوحي الاسم، فإن هذه الأنظمة لا تهدف إلى التحكم في العملية نفسها، بل إلى الحماية. حيث يجري التحكم في العملية عن طريق أنظمة التحكم في العملية المستقلة (PCS) ولا ينبغي الاعتماد عليها لتنفيذ إجراءات السلامة في الحالات الحرجة.
على الرغم من أن أنظمة التحكم في العمليات وأنطمو إيقاف التشغيل منفصلة وظيفيًا، إلا أنها عادةً ما تكون متصلة بنظام واحد، يسمى نظام التحكم والسلامة المتكامل (integrated control and safety system ICSS). تستخدم أنظمة إيقاف التشغيل عادةً معدات حاصلة على شهادة مستوى كمالية السلامة SIL 2 كحد أدنى، في حين يمكن لأنظمة التحكم أن تبدأ بشهادة مستوى كمالية السلامة SIL 1 . ينطبق مستوى كمالية السلامة على متطلبات الأجهزة والبرامج مثل البطاقات والمعالجات الاحتياطية.

## الأنواع
هناك نوعان رئيسيان من أنظمة الإغلاق الآمن في مصانع العمليات هما:
- نظام سلامة العملية (Process safety system PSS) أو نظام إيقاف العملية (process shutdown system PSD).
- نظام الإغلاق الآمن (Safety shutdown system SSS) أو الإغلاق في حالات الطوارئ (emergency shutdown ESD)، والذي يستلزم عادةً تنشيط نظام إزالة الضغط في حالات الطوارئ (EDP) أو نظام النفخ في حالات الطوارئ.

### إيقاف العملية (PSD)
يقوم نظام إيقاف العملية PSD التلقائي عادة بعزل النظام عن طريق صمامات عزل الإغلاق shutdown isolation valves، وبالتالي الانتقال بالنظام إلى حالة آمنة قبل خروج معاملات العملية، مثل المستوى أو درجة الحرارة أو الضغط، من حدود تصميم النظام الآمن. إن مدخلاتهذا النظام هي إشارات عملية بالغة الأهمية من أجهزة إرسال الضغط ودرجة الحرارة، والتي يجب أن تكون منفصلة عن تلك المستخدمة للتحكم في العملية. يوفر هذا الفصل الاحتياط والموثوقية.

### إغلاق الطوارئ (ESD)
يمكن أيضًا إعادة تعريف هذه الأنظمة من حيث مستويات إغلاق الطوارئ/إزالة الضغط في الطواري ESD/EDP على النحو التالي:
- مستوى 1 من إغلاق الطوارئ: المسؤول عن إيقاف تشغيل منطقة المصنع العامة، وسوف يقوم أيضًا بتنشيط مستوى 2 من إغلاق الطواري إذا لزم الأمر. لا يمكن تفعيل هذا المستوى إلا من غرفة التحكم الرئيسية.
- مستوى 2 من إغلاق الطوارئ: يقوم هذا المستوى بإيقاف تشغيل مناطق إغلاق الطواري الفردية وعزلها وقد يقوم بتنشيط نظام إزالة الضغط عند الطواري إذا لزم الأمر.
- مستوى 3 من إغلاق الطوارئ: يوفر احتواء السوائل عن طريق إغلاق صمامات عزل الإغلاق أو صمامات الإغلاق في حالات الطوارئ (ESDVs).

يجب أن يقوم نظام الإغلاق الآمن بإغلاق المرافق إلى حالة آمنة في حالة الطوارئ، وبالتالي حماية الأفراد والبيئة والأصول. يجب أن يتولى نظام الإغلاق الآمن إدارة جميع المدخلات والمخرجات المتعلقة بوظائف الإغلاق في حالات الطوارئ (ESD) (حماية البيئة والأفراد). تتضمن المدخلات على سبيل المثال التنشيط اليدوي والإشارات من نظام الحريق والغاز (FGS). بصرف النظر عن تشغيل صمامات الإغلاق وصمامات النفخ، تشمل المخرجات عزل المصادر الكهربائية، وإيقاف تشغيل الطاقة، وتنشيط مضخات الحريق إذا لزم الأمر، وما إلى ذلك. يجري تنشيط إغلاق الطواريئ عادة عند اكتشاف تسريب و/أو حريق، على الرغم من أنه قد يجري تنشيطه في أي وقت يشعر فيه مشغلو المصنع أنه ضروري للحفاظ على الأرواح والأصول والبيئة.

#### نظام مكافحة الحرائق والغاز (FGS)
الأهداف الرئيسية لنظام الحريق والغاز (Fire and gas system FGS) هي:
- الكشف في مرحلة مبكرة عن وجود غاز قابل للاشتعال باستخدام أجهزة كشف الغاز.
- اكتشاف الانسكابات السائلة الخطرة في مرحلة مبكرة.
- اكتشاف الحرائق المبكرة أو وجود الحرائق باستخدام أجهزة كشف الحرائق.
- توفير إمكانية التنشيط التلقائي و/أو اليدوي لنظام الحماية من الحرائق حسب الحاجة.
- إرسال المدخلات إلى نظام إغلاق الطوارئ ESD لبدء الإجراءات التلقائية المناسبة.

#### تخفيف الضغط في حالات الطوارئ (EDP)
يعتبر خفض الضغط في حالات الطوارئ، أو النفخ، نظامًا مهمًا لحماية مصانع العمليات في حالة الطوارئ. يمكن أن تتعرض المعدات مثل أوعية الضغط المعرضة للحريق إلى فشل كارثي يؤدي إلى فقدان السيطرة على المحتوى. تقلل عملية إزالة الضغط من الفشل المحتمل عن طريق إزالة المخزون من المصنع وبالتالي تقليل الضغوط الميكانيكية الداخلية وضمان سلامة المصنع في درجات الحرارة المرتفعة. وهذه وظيفتها مختلفة عن وظيفة صمامات تخفيف الضغط، والتي هي أجهزة سلبية تفتح إذا وصل الضغط إلى قيمة أعلى مما هو مسموح به لسلامة العملية، ولكنها لا تزال أقل من ضغط تصميم المعدات. صمامات تخفيف الضغط تُكمل عمل نظم تقليل الضغط عند الطوارئ PSD.
يمكن تقسيم مصنع العملية عادة إلى أقسام قابلة للعزل بواسطة صمامات الإغلاق في حالات الطوارئ (ESDVs). يمكن تصنيف كل قسم على أنه ينتمي إلى منطقة حريق يجري تخفيض ضغطها بواسطة صمام مخصص (BDV) أو مجموعة من صمامات مخصصة (BDV). أثناء ظروف إغلاق الطوارئ، يجري إزالة الضغط من أقسام معزولة محددة فقط. ومع ذلك، خلال ظروف الطوارئ الأكثر انتشارًا، قد يجري خفض الضغط في المنشأة بأكملها.
في نظام تخفيف الضغط النموذجي، يكون الهدف عادةً هو تقليل الضغط في المصنع إلى أقل من 50% من ضغط التصميم أو إلى 7 barg ، أيهما أقل، في غضون 15 دقيقة.
يجري التخلص من سوائل النفخ عادةً في أنظمة الشعلات أو إذا كان ذلك آمنًا، في مكدس التفريغ غير المشتعلة. يمكن تأخير عملية التخلص من الغاز بشكل استراتيجي من خلال منطقة الحريق لتقليل تدفق الذروة والسماح للشعلة بالتعامل مع الغاز الوارد. يُشار إلى هذا الأمر عمومًا باسم التخلص المتدرج.

منشأة تخفيف الضغط.

يشتمل نظام تخفيف الضغط على صمام يمكن التحكم في عمله وفتحة تقييد. صمام تخفيف الضغط يُثبت عادة في الوضع المغلق ولكن يفتح عند الطلب أو في حالة فشل النظام. يجري تحديد حجم فتحة التقييد (restriction orifice RO) الموجودة أسفل صمام تخفيف الضغط لتحقيق معدل النفخ المطلوب. قد يوجد صمام آخر locked-open valve أسفل الفتحة. يسمح الصمام، في الوضع المغلق، باختبار وظائف صمام التحكم في الضغط دون خفض الضغط في هذا ذلك القسم من المصنع.

## بعض الأنظمة الشهيرة
- ترايكونكس
- هونيويل